# John Lübschitz
John Leopold Lübschitz (født 23. april 1858 i København, død 13. februar 1941 i Gentofte) var en dansk maler.
Lübschitz' far, Carl Bernhard Lübschitz, var en ualmindelig dygtig dekorationsmaler og ivrig kunstsamler; moren hed Martha Marie, født Gulbrandsen. I 1876 blev Lübschitz student fra Sorø Akademi, men besluttede kort derpå at uddanne sig til maler, blev elev af Kunstakademiet og gennemgik dette 1877–82. Sidstnævnte år debuterede han på udstillingen med et genremaleri, En Kop Kaffe, og et dameportræt; i 1883 kom et smukt portræt af billedhuggeren professor Th. Stein, hvis datter, Emma Laura Sofie Stein, han i 1884 ægtede. Senere fulgte adskillige genrebilleder og landskaber – til dels fra Norge –, der have værd ved fin og ægte følelse og omhyggelig gennemførelse. Som raderer har Lübschitz fra 1889 udført adskillige smukke blade, blandt hvilke de betydeligste er et meget stort portræt af en ung pige, som Den Danske Radeerforening udgav i 1894, og et anseligt landskab (1896). Lübschitz fandt en ny, transparent fernis og en speciel radernål, der bærer hans navn, og han tilskyndede blandt andre Otto Bache, Erik Henningsen, Joakim Skovgaard og Hans Tegner til at radere.